# Koenigsegg Agera
Koenigsegg Agera — гиперкар шведской компании Koenigsegg Automotive AB, выпущенный к празднованию 15-летия со дня её основания. Является продолжением ранее выпущенной модели Koenigsegg CCX. Официальный релиз состоялся на автосалоне в Женеве в 2010 году. Название Agera переводится со шведского языка как действие.
В 2011 году была представлена модификация Koenigsegg Agera R, адаптированная для работы на биотопливе.

## Описание
Прототип Koenigsegg Agera оснащается стандартным двигателем V8 объёмом 4,7 л. мощностью 910 л. с. с двумя турбокомпрессорами с постоянной геометрией. Коробка передач, установленная на прототип, шестиступенчатая. Разгон 0-100 км/ч занимает 3,1 с, до 200 км/ч 8,9 с. Теоретическая максимальная скорость составляет 440 км/ч.
Серийная модель оснащается 5 литровым двигателем мощностью 940 л.с. при 6900 об/мин. В разработке новой модели помогал гонщик-испытатель Лорис Бикоччи.

## Скоростные характеристики
| Скорость       | Время, с |
| -------------- | -------- |
| 0–300 км/ч     | 14,53    |
| 0–200 миль/ч   | 17,68    |
| 300–0 км/ч     | 6,65     |
| 200–0 миль/ч   | 7,28     |
| 0–300–0 км/ч   | 21,19    |
| 0–200–0 миль/ч | 24,96    |

## Специальная версия-кабриолет Agera X
Модель Koenigsegg Agera X является версией-кабриолетом модели Agera. Agera X поставлялась с мотором  Koenigsegg aluminum V8 с пятью литрами объёма развивающего 940 л.с. За дополнительные 180 000€ Клиент мог получить авто с мотором от Agera R с мощностью в 1115 л.с. 
Разгон Agera X до 100км/ч составляет 3,1 с, а максимальная скорость - 398км/ч.